# Hermann Hirzel (Künstler)

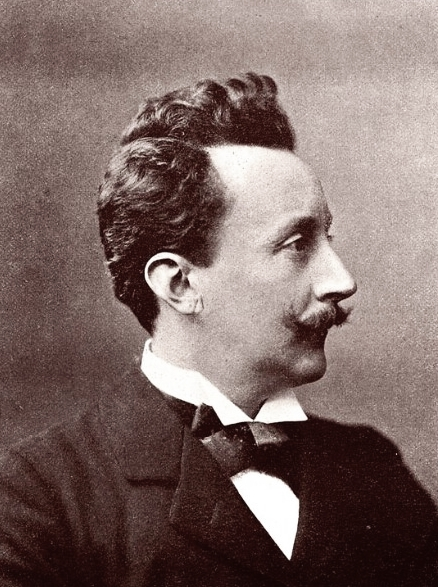
Hermann Hirzel

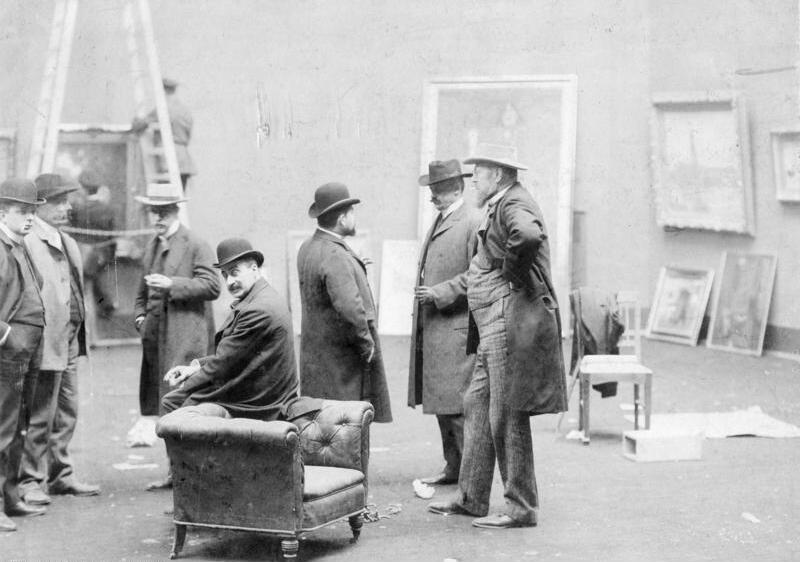
Hirzel (2. von rechts) bereitet 1905 eine Ausstellung der Berliner Sezession vor

Hermann Robert Catumby Hirzel (* 6. Juli 1864 in Buenos Aires, Argentinien; † 7. Juni 1939 in Berlin) war ein Apotheker sowie Maler, Radierer, Grafiker und Zeichner Schweizer Herkunft.

## Leben
Er war der Sohn des Winterthurer Kaufmanns Julius Hirzel (ca. 1824–??) und der Linda von Schmidt (ca. 1828–1917). Nach seinem Schulbesuch in Genf machte Hirzel eine Lehre zum Apotheker, studierte aber anschließend an den Universitäten in Genf und Berlin Chemie und Naturwissenschaften. In Berlin entschied er Ende der 1880er Jahre allerdings, sein Studium abzubrechen und Maler zu werden. Er belegte Kurse an der Kunstakademie Berlin, bildete sich aber auch autodidaktisch unter Beratung vom Maler Karl Hagemeister weiter, für den er ein Exlibris entwarf (siehe Abb.). Er wurde beeinflusst durch die Naturlandschaften der Mark Brandenburg, ging aber auch 1890 auf Studienreisen nach Sizilien und in die Campagna Romana.
Als besonderes Ausdrucksmittel wählte er die Radierung, deren Technik er sich selbst angeeignet hatte. Im Jahr 1893 erhielt er für seine ausgestellte Radierung auf der „Internationalen Kunstausstellung“ in Rom die Silbermedaille. Noch im selben Jahr zog er nach Berlin, wo er sich in seinen Arbeiten wieder auf Motive der märkischen Landschaft spezialisierte. 1904 ging er – wohl aus finanziellen Gründen – nach Russland, um dort als Baumwollverkäufer zu arbeiten. 1910 kehrte er nach Berlin zurück, wo er u. a. als Gebrauchsgrafiker sein Geld verdiente und sich der Griffelkunst annahm.

## Werke

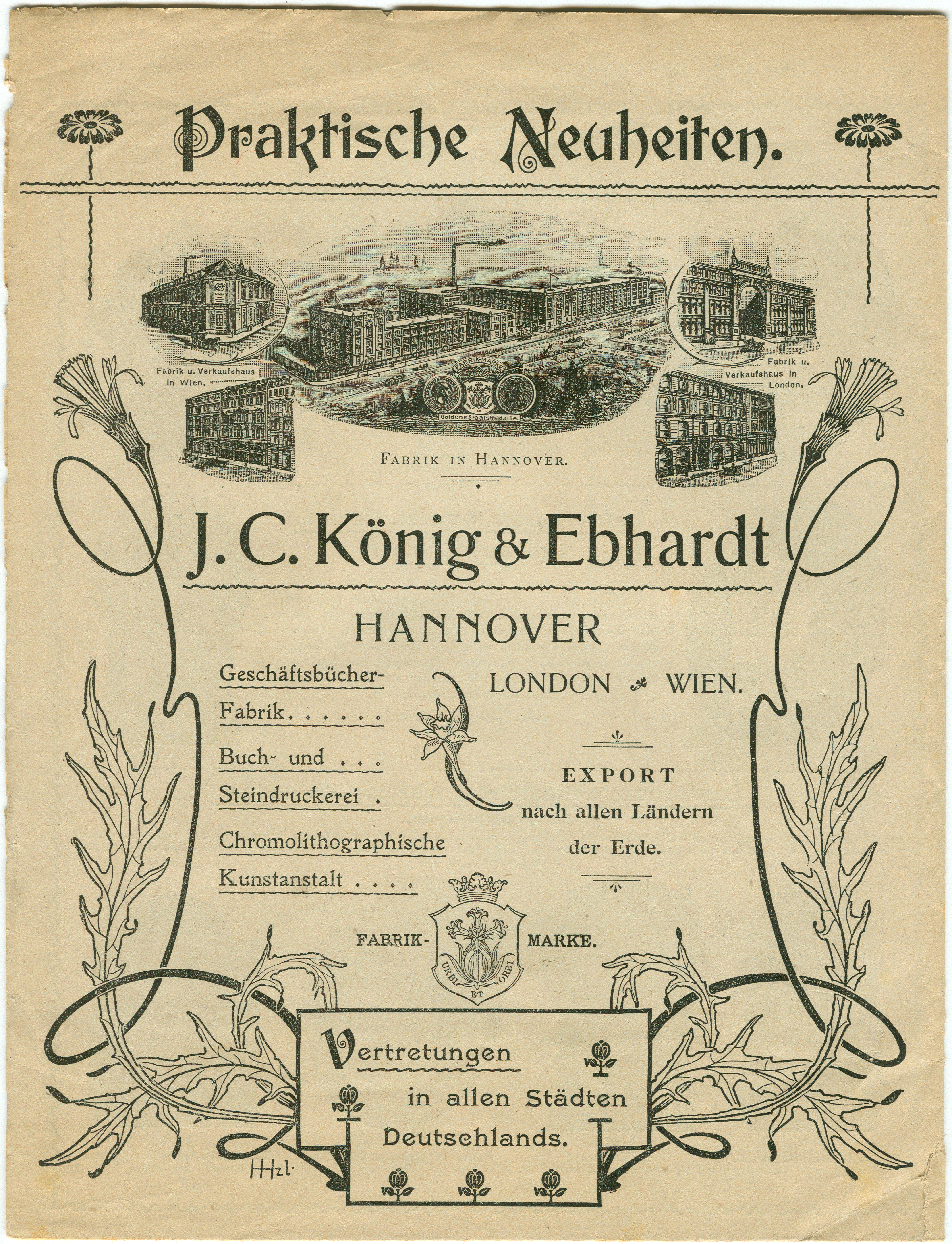
Florale Ornamente, Prospekt-Titel der Geschäftsbücherfabrik J. C. König und Ebhardt, um 1895

Hirzel schuf Reklameblätter, Notenumschläge, Exlibris und andere Kleinkunst, darunter auch Goldschmuck und Emaille-Arbeiten. Seinen besonderen Schwerpunkt legte er auf florale Ornamente aus stilisierten Pflanzenbildern. Dieses Kunstgewerbe war in späteren Jahren seine Haupttätigkeit. Viele seiner Radierungen (landschaftliche Originalradierungen und Lithografien) sind heute in den Kupferstichkabinetten und Kunstgewerbemuseen u. a. in Berlin, Breslau und Leipzig archiviert.